# Российский Жилблаз
«Российский Жилблаз, или Похождения князя Гаврилы Симоновича Чистякова» — плутовской роман В. Т. Нарежного (1780—1825). Первые три из шести частей романа были опубликованы в 1814 году, однако затем книга была запрещена и долго оставалась малоизвестной; полностью роман вышел только в 1938 году.
Роман был написан автором к 1813 году. Французский роман 1730-х годов «Жиль Блас» («История Жиль Бласа из Сантильяны» Алена Рене Лесажа), отсылка к которому вынесена в заглавие, был весьма популярен в России; из него позаимствованы немногие эпизоды и общая авантюрная тематика, в остальном различия существенны. В частности, в роман введено достаточное количество сентиментально-лирического элемента.

## Содержание
В основе сюжета — история небогатого князя Гаврилы Симоновича Чистякова, которую он рассказывает семейству помещиков Простаковых. Похождения главного персонажа начинаются с того, что его жена Феклуша сбежала, а вскоре был похищен и сын Никандр. Герой скитается, совершая неблаговидные порой поступки, ищет и находит своих близких. Вокруг него развивается масса побочных сюжетных линий.
В сатирическом, главным образом, ключе описывается панорама России середины XVIII — начала XIX века. В крайне отрицательном образе вельможи Латрона (от лат. latron — разбойник // Словарь античности), любовника «принцессы» и наместника Варшавского, современники без труда узнавали князя Григория Потёмкина-Таврического. Также весьма едкой сатиры исполнено описание масонской ложи.

## Особенности
Нарративная структура романа двухуровнева: повествователь является и героем, и автором истории, которую рассказывает.
А. Е. Козлов относит роман к «провинциальному тексту» — линии в русской литературе, в отличие от «московского» и «петербургского» текста характеризующейся полицентризмом, отсутствием устойчивой связи с эмпирической действительностью и невыраженностью специфического свойства, вслед за В. Н. Топоровым обозначаемой исследователем как «провиденциальность».